# 新田ひより
新田 ひより（にった ひより、1997年7月1日 - ）は、日本の女性声優。東京都出身。アーツビジョン所属。

## 来歴
中学受験の最中であった小学6年時に『ハートキャッチプリキュア!』を見て、自分のコンプレックスと戦い、乗りこえていく女の子の姿をみて自分と重なる部分があり、勇気を貰えたことから、「プリキュアになりたい!」と思い、そこから「声優になりたい!」という意識になっていった。受験時は基本的にアニメなどは観ていなかったものの、『プリキュア』のみ勉強の合間に1本だけ見ることを条件に許されていた。
中学3年時に日本ナレーション演技研究所の立川校に入所（高校1年時より、代々木校に入所）。高校1年時にアーツビジョン所属になる。
初仕事は、TVアニメ『ノブナガン』。初のメインレギュラーは、『人生相談テレビアニメーション「人生」』の遠藤梨乃役である。
2014年1月6日から、市道真央、武藤志織と共に、『MANPA』にて、「MANPAちゃんガール」（新田は2号）を務める（市道は、2013年の放送から1号として引き続き担当）。同年9月をもって同番組は終了した為、最後の「MANPAちゃんガール」であった。
同年4月4日から、植田ひかる、木野双葉、花守ゆみりと共に、パーソナリティーが全員現役女子高生声優の『ぽにきゃんぜん部!』のレギュラーを担当していた。2016年3月30日の放送をもって卒業した。
2016年2月4日より、渋谷クロスFMにて、自身初の冠ラジオ「新田ひよりのcafe de radioclub.jp」が始まる。同番組は、2016年3月31日の配信をもって終了したが、同年10月17日より「新田ひよりのカフェラジ2号店」（のちに「新田ひよりのcafe新田びより」に改題）として配信を再開し、2018年3月19日まで定期配信が行われた。
2020年6月15日より、自身初となる単独でのニコニコ生放送配信番組が開始。番組タイトルは視聴者より募集し、『新田ひよりの「生放送でもひよりません！」』に決定。毎月1回の更新で全13回（初回放送を含めると14回）生配信された。番組ではゲストを迎えながらトークや企画を行うほか、視聴者からの応募によるジングル制作企画や、番組オリジナルグッズ制作、視聴者プレゼントなどの企画も行われた。

## 人物
趣味・特技はダンス、洋裁、ジャグリング。
憧れの声優に喜多村英梨を挙げ、「将来、喜多村さんのように演技も歌も、トークも上手く出来る声優になれたらいいな」と憧れている。
2015年4月より発売の「LIVE DAM STADIUM」コンテンツの「あにそんボーカル」では、喜多村のデビュー曲「Be Starters!」を歌唱。曲紹介では同曲が17年間生きてきたテーマ曲とも言える一曲と話しており、「大好きな喜多村英梨さんの曲を歌わせて頂けるとは夢にも思わなくて、本当に幸せでした」と話している。
好きな音楽は『アイドルマスターシリーズ』の曲で、オーディションはつかめなかったけど頑張るぞ!という歌詞の曲が多くて、アイドルと声優で立場は違えどそれを聴いて頑張っている。2015年7月より『アイドルマスター シンデレラガールズ』にて道明寺歌鈴役に抜擢された。出演決定当時は『シンデレラガールズ』のアイドルの担当声優としては最年少だった（アイドル役以外を含めると武内駿輔（アニメ版プロデューサー役）が同世代（1997年度生まれ））。なお、新田の初出演から1年ほど経ってから、花守ゆみり（佐藤心役）・原田彩楓（三船美優役）・中島由貴（乙倉悠貴役）など同世代の声優や、同世代以下の声優も起用されはじめた。
演じたいキャラクターに、闇落ちしてしまうキャラクター・幼馴染のキャラクター・動物やモンスターや作品のマスコット的キャラなどの人間ではないキャラクターを挙げている。
仲の良い声優には「ぽにきゃんぜん部!」のメンバーである、植田ひかる・木野双葉・花守ゆみりや、諏訪彩花、豊田萌絵などが挙げられる。中でも、木野とは、よくお泊り会や遊びに行っており、特に親しい間柄である。2020年のインタビューでは、『アイドルマスター シンデレラガールズ』で共演する嘉山未紗と田澤茉純、『ぱすてるメモリーズ』で共演する山本亜衣と鳥部万里子、それぞれ3人でよく会って遊んでいると答えている。
事務所の同期には、武藤志織・谷口夢奈がいる。

## 出演
太字はメインキャラクター。

### テレビアニメ
2014年
- 人生相談テレビアニメーション「人生」（遠藤梨乃）
- ノブナガン（村主、娘）

2015年
- アイドルマスター シンデレラガールズ（道明寺歌鈴）
- うたの☆プリンスさまっ♪ マジLOVEレボリューションズ（通行人）
- 緋弾のアリアAA（星伽粉雪）
- 魔法少女リリカルなのはViVid（1084）
- ランス・アンド・マスクス（シャオロン、ハナ）

2016年
- 赤髪の白雪姫（女官B）
- アクティヴレイド -機動強襲室第八係-（少女）
- クロムクロ（松永）
- 競女!!!!!!!!（魚谷さゆり）
- 最弱無敗の神装機竜（女生徒A、女生徒C、女生徒F）
- ハイスクール・フリート（和住媛萌）
- プリンス・オブ・ストライド オルタナティブ（女生徒）
- 魔法少女育成計画（ナツミ）
- モブサイコ100（女生徒）
- ももくり（クラス女子2）

2017年
- ちるらん にぶんの壱（京女）
- セントールの悩み（プリティホーン）
- 十二大戦（友だちB）

2018年
- メルヘン・メドヘン（2018年 - 2019年、佐渡原舞）
- 七つの美徳（ガブリエル）
- ありすorありす（あるぱかさん、カビうさぎ）
- ウマ娘 プリティーダービー（2018年 - 2023年、マチカネフクキタル） - 3シリーズ
- 百錬の覇王と聖約の戦乙女（女王）
- アイドルマスター シンデレラガールズ劇場（2018年 - 2019年、道明寺歌鈴） - 2シリーズ

2019年
- ぱすてるメモリーズ（浅木泉水）
- 不機嫌なモノノケ庵 續（チュンゴ）
- なんでここに先生が!?（佐藤詩緒）
- かつて神だった獣たちへ（子供D）
- 可愛ければ変態でも好きになってくれますか?（天使慧輝）
- アイカツフレンズ! 〜かがやきのジュエル〜（後輩）
- 戦×恋（スー、西田）

2020年
- 継つぐもも（水島みつり）
- ドラえもん（テレビ朝日版第2期）（コーラス隊）
- うまよん（マチカネフクキタル）
- おちこぼれフルーツタルト（桜衣乃）
- くまクマ熊ベアー（2020年 - 2023年、カリン） - 2シリーズ
- 呪術廻戦（改造人間）

2021年
- 忍たま乱太郎（2021年 - 2025年、くの一、忍たま、村人）
- 精霊幻想記（2021年 - 2024年、サラ） - 2シリーズ
- コヌとたのしいおともだち（ココ）

2022年
- 咲う アルスノトリア すんっ!（ウォルパラ）

2023年
- 氷属性男子とクールな同僚女子（ゆきみん）
- クレヨンしんちゃん（CMコーラス2）
- アイドルマスター シンデレラガールズ U149（道明寺歌鈴）
- デッドマウント・デスプレイ（女子高生）
- 【推しの子】（鈴城まな）
- ビックリメン（部員B、女の子）

2024年
- BLEACH 千年血戦篇-相剋譚-（浮竹はな）

### 劇場アニメ
- 劇場版 弱虫ペダル（2015年、女子高生）
- 劇場版 ハイスクール・フリート（2020年、和住媛萌[39]）

### OVA
- OVA ハイスクール・フリート（2017年、和住媛萌）
- 怪獣娘（黒）〜ウルトラ怪獣擬人化計画〜（2018年、ブラック指令[40]）
- ウマ娘 プリティーダービー BNWの誓い（2018年、マチカネフクキタル）

### Webアニメ
- アイドルマスター シンデレラガールズ劇場 火曜シンデレラシアター / Extra Stage（2017年 - 2021年、道明寺歌鈴[27]） - 2シリーズ
- CINDERELLA GIRLS 10th Anniversary Celebration Animation ETERNITY MEMORIES（2022年、道明寺歌鈴）
- うまゆる（2022年、マチカネフクキタル）

### ゲーム
2014年
- 激突! ブレイク学園（不死沢商子、久比野恋乃、仙水海女海、剣崎環）
- 天空のクラフトフリート（エルステッド、リーチェ、アルシィ、ロコ）

2015年
- アイドルマスター シンデレラガールズ（2015年 - 2024年、道明寺歌鈴） - 2作品
- 家電少女（ピリカ、みお、みゆり）
- 嫁コレ（遠藤梨乃）

2016年
- エンドライド -X fragments-（ファルミナ）

2017年
- AKIBA'S TRIP Festa!（診堂緑子）
- 天華百剣 -斬-（小豆長光）
- ぱすてるメモリーズ（浅木泉水）
- CARAVAN STORIES（アイリーン）
- スマッシュ&マジック（ロアンナ）

2018年
- 放置少女〜百花繚乱の萌姫たち〜（董卓、関平、袁術〈初代〉）
- 温泉むすめ ゆのはなこれくしょん（白骨朋依）
- モン娘☆は〜れむ（浅木泉水）
- ドールズフロントライン（LWMMG）

2019年
- ハイスクール・フリート 艦隊バトルでピンチ!（和住媛萌）
- キングスレイド（レハトゥナ）
- クイズRPG 魔法使いと黒猫のウィズ （コロッココ・コロッスス）

2020年
- モンスターハンター ライダーズ（クルーエ、アシュリー）
- 絵師神の絆（マリモ）
- ボク姫PROJECT（篠崎ヒユ）
- きららファンタジア（桜衣乃）
- アズールレーン（2020年 - 2022年、プリンツ・ハインリヒ）

2021年
- ウマ娘 プリティーダービー（2021年 - 2024年、マチカネフクキタル）
- エンゲージソウルズ（イヴ）
- 精霊幻想記アナザーテイル（サラ）
- sin 七つの大罪 X-TASY（ガブリエル）
- Re:ステージ!プリズムステップ（桜衣乃）
- 戦場のフーガ（ワッパ・シャルロット）
- ドールズフロントライン ニューラルクラウド（ラム）

2022年
- 東方ダンマクカグラ（メディスン・メランコリー）

2023年
- 魔界戦記ディスガイア7（ピリリカ）
- えとはなっ!～干支っ娘・花札バトル～（兎谷美見）
- 勝利の女神:NIKKE（2023年 - 2025年、アンカー、アンカー：イノセントメイド）

2024年
- 呪術廻戦 戦華双乱
- ブルーアーカイブ -Blue Archive-（里浜ウミカ）
- ウマ娘 プリティーダービー 熱血ハチャメチャ大感謝祭!（マチカネフクキタル）

時期未定
- ソングオブアンリーシュ（葉月蒼衣）

### ドラマCD
- ありすorありす〜シスコン兄さんと双子の妹〜（2016年、あるぱか、カビうさぎ[74]）
- アイドルマスター シンデレラガールズ U149（2018年、道明寺歌鈴） - 第3巻特別版オリジナルCD
- 精霊幻想記（2019年、サラ[75]） - 小説14巻ドラマCD付き特装版

### テレビ番組
- MANPAちゃん（2014年、読売テレビ）MANPAちゃんガール2号[5]
- あにむす!（2014年、テレビ東京 他）

### インターネット番組
- ぽにきゃんぜん部!（2014年 - 2016年、ニコニコ生放送・ニコニコ動画・音泉）
- 『人生相談テレビアニメーション「人生」』九文学園第二新聞部号外（2014年、ニコニコ生放送）
- ぱすメモちゃんねる!（2017年 - 2018年、YouTube・音泉）[76]
- ひよっこでっばい部!（2020年 - 2021年、ニコニコ生放送）[77]
- 新田ひよりチャンネル（仮）→新田ひよりの「生放送でもひよりません！」（2020年-2021年、ニコニコ生放送）
- 新田ひよりのがんばれひよりん（2022年 - 2023年、ニコニコ生放送・YouTube）[78][79]
- 新田ひより・武田羅梨沙多胡の記憶に残らない番組（2024年 - 、YouTube）[80]

### ラジオ
※はインターネット配信。
- 新田ひよりのcafe de radioclub.jp（2016年、渋谷クロスFM※）
- 新田ひよりのcafe新田びより（2016年 - 2018年、渋谷クロスFM※・ニコニコ生放送※）
- 新田ひより・根本京里の“ひよりみ”（2023年 - 2025年、ニコニコ生放送※）[81][82]

### ラジオCD
- <音泉>スペシャルCD2014夏（2014年）
- <音泉>スペシャルCD2015夏（2015年）

### ナレーション
- ニコニコ動画 時報（2014年、遠藤梨乃 役）

### 映像商品
- ぽにきゃんぜん部!クリスマスDVD（2015年）[83]
- 温泉むすめ 3rd LIVE “NOW ON☆SENSATION!! Vol.3”〜ワイワイワッチョイナ！！〜（2018年12月）[84]

### その他コンテンツ
- 恋と嘘 PV（2015年、真田莉々奈）
- ガールズラジオデイズ（2018年 - 2021年、白糸結[85]）
- あのとき、あのひ、あなたのなつやすみ ASMR（2021年、すばる[86]）
- リアル脱出ゲーム×ウマ娘 プリティーダービー「つぎつぎと起こる不幸からの脱出」（2025年、マチカネフクキタル[87]）

## ディスコグラフィ

### キャラクターソング
| 発売日   | 商品名                                                                                            | 歌 | 楽曲                                                   | 備考                                                                               |
| 2014年   | 2014年                                                                                            | 2014年 | 2014年                                                 | 2014年                                                                             |
| -------- | ------------------------------------------------------------------------------------------------- | --- | ------------------------------------------------------ | ---------------------------------------------------------------------------------- |
| 9月3日   | 人生相談テレビアニメーション「人生」DVD & Blu-ray Vol.1 エンディングテーマCD                      | じんせーず | 「人生☆キミ色」                                        | テレビアニメ『人生相談テレビアニメーション「人生」』エンディングテーマ             |
| 10月22日 | 人生相談テレビアニメーション「人生」 BD・DVD第2巻特典CD                                           | 遠藤梨乃（新田ひより） | 「恋学」                                               | テレビアニメ『人生相談テレビアニメーション「人生」』関連曲                         |
| 2015年   |                                                                                                   | |                                                        |                                                                                    |
| 1月21日  | 人生相談テレビアニメーション「人生」 BD・DVD第5巻特典CD                                           | じんせーず featuring 赤松勇樹（内匠靖明） | 「GO!GO! じんせーず」                                  | テレビアニメ『人生相談テレビアニメーション「人生」』関連曲                         |
| 2017年   |                                                                                                   | |                                                        |                                                                                    |
| 4月19日  | THE IDOLM@STER CINDERELLA GIRLS STARLIGHT MASTER 10 Jet to the Future                             | 日野茜（赤﨑千夏）、高森藍子（金子有希）、及川雫（のぐちゆり）、脇山珠美（嘉山未紗）、道明寺歌鈴（新田ひより） | 「Flip Flop」                                          | ゲーム『アイドルマスター シンデレラガールズ スターライトステージ』関連曲           |
| 5月31日  | -                                                                                                 | 道明寺歌鈴（新田ひより） | 「お願い！シンデレラ 」                                | ゲーム『アイドルマスター シンデレラガールズ スターライトステージ』関連曲           |
| 10月18日 | イプシロン進化論                                                                                  | Adhara | 「イプシロン進化論」 「孤高のピエロ」                  | 『温泉むすめ』関連曲                                                               |
| 11月1日  | THE IDOLM@STER CINDERELLA GIRLS LITTLE STARS! Blooming Days                                       | 安部菜々（三宅麻理恵）、五十嵐響子（種﨑敦美）、緒方智絵里（大空直美）、道明寺歌鈴（新田ひより）、早坂美玲（朝井彩加） | 「Blooming Days」                                      | テレビアニメ『アイドルマスター シンデレラガールズ劇場』エンディングテーマ          |
| 11月1日  | THE IDOLM@STER CINDERELLA GIRLS LITTLE STARS! Blooming Days                                       | 道明寺歌鈴（新田ひより） | 「Blooming Days」                                      | テレビアニメ『アイドルマスター シンデレラガールズ劇場』関連曲                      |
| 2018年   |                                                                                                   | |                                                        |                                                                                    |
| 1月17日  | ウマ娘 プリティーダービー STARTING GATE 07                                                        | マチカネフクキタル（新田ひより） | 「Lucky Comes True!」                                  | ゲーム『ウマ娘 プリティーダービー』関連曲                                          |
| 1月17日  | ウマ娘 プリティーダービー STARTING GATE 07                                                        | スーパークリーク（優木かな）、マチカネフクキタル（新田ひより）、ハルウララ（首藤志奈） | 「PRESENT MARCH♪」 「うまぴょい伝説」                  | ゲーム『ウマ娘 プリティーダービー』関連曲                                          |
| 3月14日  | THE IDOLM@STER CINDERELLA GIRLS STARLIGHT MASTER 15 桜の頃                                        | 依田芳乃（高田憂希）、小早川紗枝（立花理香）、道明寺歌鈴（新田ひより）、浜口あやめ（田澤茉純）、脇山珠美（嘉山未紗） | 「桜の頃（M@STER VERSION）」                           | ゲーム『アイドルマスター シンデレラガールズ スターライトステージ』関連曲           |
| 3月14日  | THE IDOLM@STER CINDERELLA GIRLS STARLIGHT MASTER 15 桜の頃                                        | 道明寺歌鈴（新田ひより）、浜口あやめ（田澤茉純）、脇山珠美（嘉山未紗） | 「キミのそばでずっと」                                 | ゲーム『アイドルマスター シンデレラガールズ スターライトステージ』関連曲           |
| 7月25日  | ウマ娘 プリティーダービー ANIMATION DERBY 03 Special Record!/Find My Only Way                     | スペシャルウィーク（和氣あず未）、サイレンススズカ（高野麻里佳）、トウカイテイオー（Machico）、ウオッカ（大橋彩香）、ダイワスカーレット（木村千咲）、ゴールドシップ（上田瞳）、メジロマックイーン（大西沙織）、エルコンドルパサー（高橋未奈美）、グラスワンダー（前田玲奈）、セイウンスカイ（鬼頭明里）、キングヘイロー（佐伯伊織）、ハルウララ（首藤志奈）、シンボリルドルフ（田所あずさ）、タイキシャトル（大坪由佳）、エアグルーヴ（青木瑠璃子）、ヒシアマゾン（巽悠衣子）、フジキセキ（松井恵理子）、マルゼンスキー（Lynn）、テイエムオペラオー（徳井青空）、ビワハヤヒデ（近藤唯）、ナリタブライアン（相坂優歌）、オグリキャップ（高柳知葉）、スーパークリーク（優木かな）、タマモクロス（大空直美）、イナリワン（井上遥乃）、ウイニングチケット（渡部優衣）、メジロライアン（土師亜文）、メジロドーベル（久保田ひかり）、ナイスネイチャ（前田佳織里）、エイシンフラッシュ（藤野彩水）、マチカネフクキタル（新田ひより）、メイショウドトウ（和多田美咲） | 「うまぴょい伝説」                                     | テレビアニメ『ウマ娘 プリティーダービー』エンディングテーマ                        |
| 8月10日  | ファントム オブ ラブ                                                                              | エルキュール（新田ひより）、ミネルヴァ（小田果林）、フライシュッツ（大地葉）、ダモクレス（山田奈都美）、スイハ（近藤玲奈）、ネス（小松ゆうり）、グラーシーザ（渡辺明佳） | 「ファントム オブ ラブ」                               | ゲーム『ファントム オブ キル』関連曲                                               |
| 9月29日  | 怪獣娘（黒）〜ウルトラ怪獣擬人化計画〜 主題歌CD付き前売り券                                       | BLACK STARS | 「東奔西走行進曲」                                     | OVA『怪獣娘（黒）〜ウルトラ怪獣擬人化計画〜』オープニングテーマ                    |
| 10月30日 | アイドルマスター シンデレラガールズ U149 第4巻特別版特典CD                                        | 道明寺歌鈴（新田ひより）、櫻井桃華（照井春佳） | 「キラッ！満開スマイル」                               | 漫画『アイドルマスター シンデレラガールズ U149』関連曲                             |
| 2019年   |                                                                                                   | |                                                        |                                                                                    |
| 9月2日   | THE IDOLM@STER CINDERELLA GIRLS 7thLIVE TOUR Special 3chord♪ Comical Pops! 会場オリジナルCD       | 道明寺歌鈴（新田ひより） | 「桜の頃（M@STER VERSION）」                           | ゲーム『アイドルマスター シンデレラガールズ スターライトステージ』関連曲           |
| 10月16日 | 温泉むすめコンプリートアルバム Vol.2                                                              | Adhara | 「星に集いし乙女の物語-プロローグ-」 「覚醒 sinfonia」 | 『温泉むすめ』関連曲                                                               |
| 2020年   |                                                                                                   | |                                                        |                                                                                    |
| 2月19日  | THE IDOLM@STER CINDERELLA GIRLS STARLIGHT MASTER 36 義勇忍侠花吹雪                                | 浜口あやめ（田澤茉純）、脇山珠美（嘉山未紗）、道明寺歌鈴（新田ひより） | 「義勇忍侠花吹雪（M@STER VERSION）」                   | ゲーム『アイドルマスター シンデレラガールズ スターライトステージ』関連曲           |
| 7月15日  | THE IDOLM@STER CINDERELLA GIRLS STARLIGHT MASTER 40 バベル                                        | 道明寺歌鈴（新田ひより）、浜口あやめ（田澤茉純）、脇山珠美（嘉山未紗） | 「STAR」                                               | ゲーム『アイドルマスター シンデレラガールズ スターライトステージ』関連曲           |
| 8月12日  | THE IDOLM@STER CINDERELLA GIRLS STARLIGHT MASTER for the NEXT! 10 ほほえみDiary                   | 高森藍子（金子有希）、道明寺歌鈴（新田ひより） | 「ほほえみDiary（M@STER VERSION）」                    | ゲーム『アイドルマスター シンデレラガールズ スターライトステージ』関連曲           |
| 8月12日  | THE IDOLM@STER CINDERELLA GIRLS STARLIGHT MASTER for the NEXT! 10 ほほえみDiary                   | 道明寺歌鈴（新田ひより） | 「ほほえみDiary（M@STER VERSION）」                    | ゲーム『アイドルマスター シンデレラガールズ スターライトステージ』関連曲           |
| 10月28日 | おちこぼれフルーツタルト メインテーマCD                                                           | フルーツタルト | 「キボウだらけのEVERYDAY」                             | テレビアニメ『おちこぼれフルーツタルト』オープニングテーマ                         |
| 10月28日 | おちこぼれフルーツタルト メインテーマCD                                                           | フルーツタルト | 「ワンダー！」                                         | テレビアニメ『おちこぼれフルーツタルト』エンディングテーマ                         |
| 10月28日 | おちこぼれフルーツタルト メインテーマCD                                                           | フルーツタルト | 「タルトなキモチ」                                     | テレビアニメ『おちこぼれフルーツタルト』挿入歌                                     |
| 2021年   |                                                                                                   | |                                                        |                                                                                    |
| 1月27日  | おちこぼれフルーツタルト BD・DVD第1巻特典CD                                                       | フルーツタルト | 「ネズミ戦隊ネズレンジャー」                           | テレビアニメ『おちこぼれフルーツタルト』挿入歌                                     |
| 2月24日  | おちこぼれフルーツタルト BD・DVD第2巻特典CD                                                       | フルーツタルト | 「タルトなキモチ」                                     | テレビアニメ『おちこぼれフルーツタルト』挿入歌                                     |
| 3月24日  | おちこぼれフルーツタルト BD・DVD第3巻特典CD                                                       | フルーツタルト | 「目指せ！カレーNo.1!」                                | テレビアニメ『おちこぼれフルーツタルト』挿入歌                                     |
| 3月24日  | おちこぼれフルーツタルト BD・DVD第3巻特典CD                                                       | フルーツタルト、クリームあんみつ | 「青春の終焉と少女の翼」                               | テレビアニメ『おちこぼれフルーツタルト』挿入歌                                     |
| 3月17日  | ウマ娘 プリティーダービー WINNING LIVE 01                                                         | スペシャルウィーク（和氣あず未）、サイレンススズカ（高野麻里佳）、トウカイテイオー（Machico）、マルゼンスキー（Lynn）、オグリキャップ（高柳知葉）、ゴールドシップ（上田瞳）、ウオッカ（大橋彩香）、ダイワスカーレット（木村千咲）、タイキシャトル（大坪由佳）、グラスワンダー（前田玲奈）、メジロマックイーン（大西沙織）、エルコンドルパサー（髙橋ミナミ）、シンボリルドルフ（田所あずさ）、エアグルーヴ（青木瑠璃子）、マヤノトップガン（星谷美緒）、メジロライアン（土師亜文）、ライスシャワー（石見舞菜香）、アグネスタキオン（上坂すみれ）、ウイニングチケット（渡部優衣）、サクラバクシンオー（三澤紗千香）、スーパークリーク（優木かな）、ハルウララ（首藤志奈）、マチカネフクキタル（新田ひより）、ナイスネイチャ（前田佳織里）、キングヘイロー（佐伯伊織） | 「GIRLS' LEGEND U」                                    | ゲーム『ウマ娘 プリティーダービー』オープニングテーマ                              |
| 3月17日  | ウマ娘 プリティーダービー WINNING LIVE 01                                                         | スペシャルウィーク（和氣あず未）、サイレンススズカ（高野麻里佳）、トウカイテイオー（Machico）、マルゼンスキー（Lynn）、オグリキャップ（高柳知葉）、ゴールドシップ（上田瞳）、ウオッカ（大橋彩香）、ダイワスカーレット（木村千咲）、タイキシャトル（大坪由佳）、グラスワンダー（前田玲奈）、メジロマックイーン（大西沙織）、エルコンドルパサー（髙橋ミナミ）、シンボリルドルフ（田所あずさ）、エアグルーヴ（青木瑠璃子）、マヤノトップガン（星谷美緒）、メジロライアン（土師亜文）、ライスシャワー（石見舞菜香）、アグネスタキオン（上坂すみれ）、ウイニングチケット（渡部優衣）、サクラバクシンオー（三澤紗千香）、スーパークリーク（優木かな）、ハルウララ（首藤志奈）、マチカネフクキタル（新田ひより）、ナイスネイチャ（前田佳織里）、キングヘイロー（佐伯伊織） | 「うまぴょい伝説」                                     | ゲーム『ウマ娘 プリティーダービー』関連曲                                          |
| 3月31日  | ウマ娘 プリティーダービー ANIMATION DERBY Season 2 vol.3 Original Sound Track                     | スペシャルウィーク（和氣あず未）、サイレンススズカ（高野麻里佳）、トウカイテイオー（Machico）、ウオッカ（大橋彩香）、ダイワスカーレット（木村千咲）、ゴールドシップ（上田瞳）、メジロマックイーン（大西沙織）、シンボリルドルフ（田所あずさ）、ナイスネイチャ（前田佳織里）、ツインターボ（花井美春）、イクノディクタス（田澤茉純）、マチカネタンホイザ（遠野ひかる）、メジロパーマー（のぐちゆり）、ダイタクヘリオス（山根綺）、ミホノブルボン（長谷川育美）、ライスシャワー（石見舞菜香）、ビワハヤヒデ（近藤唯）、ナリタタイシン（渡部恵子）、ウイニングチケット （渡部優衣）、キタサンブラック（矢野妃菜喜）、サトノダイヤモンド（立花日菜）、マルゼンスキー（Lynn）、マヤノトップガン（星谷美緒）、ヒシアケボノ（松嵜麗）、エアグルーヴ（青木瑠璃子）、マチカネフクキタル（新田ひより）、メイショウドトウ（和多田美咲）、セイウンスカイ（鬼頭明里）、グラスワンダー（前田玲奈）、エルコンドルパサー（髙橋ミナミ）、サクラバクシンオー（三澤紗千香）、メジロライアン（土師亜文）、メジロドーベル（久保田ひかり）、ナリタブライアン（衣川里佳） | 「うまぴょい伝説（TV Size）」                          | テレビアニメ『ウマ娘 プリティーダービー Season 2』エンディングテーマ               |
| 4月7日   | THE IDOLM@STER CINDERELLA GIRLS LITTLE STARS EXTRA! Life is HaRMONY                               | 道明寺歌鈴（新田ひより） | 「満願成就♪巫女の神頼み！」                            | Webアニメ『アイドルマスター シンデレラガールズ劇場 Extra Stage』エンディングテーマ |
| 7月21日  | 百華繚乱 参                                                                                       | 小豆長光（新田ひより）、謙信兼光（朝井彩加）、武蔵正宗（美波わかな） | 「揺らして！お月見ナイト」                             | ゲーム『天華百剣 -斬-』関連曲                                                      |
| 8月28日  | 3rd EVENT WINNING DREAM STAGE Solo Vocal Tracks Vol.1                                             | マチカネフクキタル（新田ひより） | 「winning the soul（Game Size）」                      | ゲーム『ウマ娘 プリティーダービー』関連曲                                          |
| 10月13日 | THE IDOLM@STER CINDERELLA GIRLS STARLIGHT MASTER GOLD RUSH! 11 Home Sweet Home                    | 白坂小梅（桜咲千依）、辻野あかり（梅澤めぐ）、道明寺歌鈴（新田ひより）、佐久間まゆ（牧野由依）、小日向美穂（津田美波） | 「Home Sweet Home（M@STER VERSION）」                  | ゲーム『アイドルマスター シンデレラガールズ スターライトステージ』関連曲           |
| 10月13日 | THE IDOLM@STER CINDERELLA GIRLS STARLIGHT MASTER GOLD RUSH! 11 Home Sweet Home                    | 道明寺歌鈴（新田ひより） | 「Home Sweet Home（M@STER VERSION）」                  | ゲーム『アイドルマスター シンデレラガールズ スターライトステージ』関連曲           |
| 2022年   |                                                                                                   | |                                                        |                                                                                    |
| 2月9日   | ウマ娘 プリティーダービー WINNING LIVE 03                                                         | タイキシャトル（大坪由佳）、ミホノブルボン（長谷川育美）、ライスシャワー（石見舞菜香）、ハルウララ（首藤志奈）、マチカネフクキタル（新田ひより） | 「WINnin' 5 -ウイニング☆ファイヴ-」                    | ゲーム『ウマ娘 プリティーダービー』関連曲                                          |
| 2月9日   | ウマ娘 プリティーダービー WINNING LIVE 03                                                         | サイレンススズカ（高野麻里佳）、タイキシャトル（大坪由佳）、アグネスデジタル（鈴木みのり）、ミホノブルボン（長谷川育美）、ライスシャワー（石見舞菜香）、アグネスタキオン（上坂すみれ）、シンコウウインディ（高田憂希）、スマートファルコン（大和田仁美）、ハルウララ（首藤志奈）、マチカネフクキタル（新田ひより）、メジロドーベル（久保田ひかり）、キングヘイロー（佐伯伊織） | 「うまぴょい伝説」                                     | ゲーム『ウマ娘 プリティーダービー』関連曲                                          |
| 2月9日   | ウマ娘 プリティーダービー WINNING LIVE 03                                                         | スペシャルウィーク（和氣あず未）、トウカイテイオー（Machico）、ナリタブライアン（衣川里佳）、シンボリルドルフ（田所あずさ）、セイウンスカイ（鬼頭明里）、アグネスタキオン（上坂すみれ）、マチカネフクキタル（新田ひより）、ミスターシービー（天海由梨奈） | 「winning the soul」                                   | ゲーム『ウマ娘 プリティーダービー』関連曲                                          |
| 10月4日  | ウマ娘 プリティーダービー Solo Vocal Tracks Vol.5 －4th EVENT SPECIAL DREAMERS!! EXTRA STAGE－    | マチカネフクキタル（新田ひより） | 「We are DREAMERS!!（Game Size）」                     | ゲーム『ウマ娘 プリティーダービー』関連曲                                          |
| 2023年   |                                                                                                   | |                                                        |                                                                                    |
| 1月11日  | THE IDOLM@STER CINDERELLA GIRLS STARLIGHT MASTER R/LOCK ON! 12 No One Knows                       | 鷹富士茄子（森下来奈）、道明寺歌鈴（新田ひより）、依田芳乃（高田憂希） | 「ニッポン笑顔百景」                                   | ゲーム『アイドルマスター シンデレラガールズ スターライトステージ』関連曲           |
| 2023年   |                                                                                                   | |                                                        |                                                                                    |
| 3月29日  | アニメ『うまゆる』アルバム                                                                        | トウカイテイオー（Machico）、メジロマックイーン（大西沙織）、アグネスタキオン（上坂すみれ）、マチカネフクキタル（新田ひより）、ツインターボ（花井美春） | 「ミッドナイト・エピローグ」                           | Webアニメ『うまゆる』エンディングテーマ                                            |
| 3月29日  | アニメ『うまゆる』アルバム                                                                        | スペシャルウィーク（和氣あず未）、サイレンススズカ（高野麻里佳）、トウカイテイオー（Machico）、マルゼンスキー（Lynn）、オグリキャップ（高柳知葉）、ゴールドシップ（上田瞳）、ウオッカ（大橋彩香）、ダイワスカーレット（木村千咲）、グラスワンダー（前田玲奈）、メジロマックイーン（大西沙織）、エルコンドルパサー（髙橋ミナミ）、テイエムオペラオー（徳井青空）、シンボリルドルフ（田所あずさ）、エアグルーヴ（青木瑠璃子）、アグネスデジタル（鈴木みのり）、セイウンスカイ（鬼頭明里）、ファインモーション（橋本ちなみ）、マヤノトップガン（星谷美緒）、ユキノビジン（山本希望）、アグネスタキオン（上坂すみれ）、イナリワン（井上遥乃）、ウイニングチケット（渡部優衣）、エアシャカール（津田美波）、トーセンジョーダン（鈴木絵理）、ナカヤマフェスタ（下地紫野）、ナリタタイシン（渡部恵子）、ハルウララ（首藤志奈）、マチカネフクキタル（新田ひより）、メイショウドトウ（和多田美咲）、キングヘイロー（佐伯伊織）、マチカネタンホイザ（遠野ひかる）、ダイタクヘリオス（山根綺）、ツインターボ（花井美春）、シリウスシンボリ（ファイルーズあい）、ツルマルツヨシ（青山吉能）、シンボリクリスエス（春川芽生）、タニノギムレット（松岡美里）、ハッピーミーク（吉咲みゆ） | 「うまぴょい伝説（Game Size）」                        | Webアニメ『うまゆる』エンディングテーマ                                            |
| 11月1日  | THE IDOLM@STER CINDERELLA GIRLS STARLIGHT MASTER PLATINUM NUMBER 11 悠久星涼                      | 椎名法子（都丸ちよ）、難波笑美（伊達朱里紗）、浜口あやめ（田澤茉純）、塩見周子（ルゥティン）、道明寺歌鈴（新田ひより） | 「悠久星涼（M@STER VERSION）」                         | ゲーム『アイドルマスター シンデレラガールズ スターライトステージ』関連曲           |
| 11月1日  | THE IDOLM@STER CINDERELLA GIRLS STARLIGHT MASTER PLATINUM NUMBER 11 悠久星涼                      | 道明寺歌鈴（新田ひより） | 「悠久星涼（M@STER VERSION）」                         | ゲーム『アイドルマスター シンデレラガールズ スターライトステージ』関連曲           |
| 2024年   |                                                                                                   | |                                                        |                                                                                    |
| 1月10日  | TVアニメ『ウマ娘 プリティーダービー Season 3』ANIMATION DERBY Season 3 vol.3 Original Sound Track | キタサンブラック（矢野妃菜喜）、サトノダイヤモンド（立花日菜）、サトノクラウン（鈴代紗弓）、シュヴァルグラン（夏吉ゆうこ）、サウンズオブアース（MAKIKO）、ドゥラメンテ（秋奈）、トウカイテイオー（Machico）、メジロマックイーン（大西沙織）、ゴールドシップ（上田瞳）、スペシャルウィーク（和氣あず未）、サイレンススズカ（高野麻里佳）、ウオッカ（大橋彩香）、ダイワスカーレット（木村千咲）、ナイスネイチャ（前田佳織里）、ツインターボ（花井美春）、イクノディクタス（田澤茉純）、マチカネタンホイザ（遠野ひかる）、ロイスアンドロイス（田辺留依）、ヴィルシーナ（奥野香耶）、ヴィブロス（伊藤彩沙）、シンボリルドルフ（田所あずさ）、エアグルーヴ（青木瑠璃子）、ミホノブルボン（長谷川育美）、ライスシャワー（石見舞菜香）、サクラバクシンオー（三澤紗千香）、トーセンジョーダン（鈴木絵理）、マチカネフクキタル（新田ひより）、メイショウドトウ（和多田美咲）、メジロパーマー（のぐちゆり）、ダイタクヘリオス（山根綺）、コパノリッキー（稲垣好） | 「うまぴょい伝説」                                     | テレビアニメ『ウマ娘 プリティーダービー Season 3』エンディングテーマ               |
| 2025年   |                                                                                                   | |                                                        |                                                                                    |
| 5月21日  | THE IDOLM@STER CINDERELLA GIRLS STARLIGHT MASTER CRYSTAL QUALIA 05 スマイルファンタジー           | 道明寺歌鈴（新田ひより）、鷹富士茄子（森下来奈）、城ヶ崎莉嘉（山本希望）、川島瑞樹（東山奈央）、アナスタシア（上坂すみれ） | 「スマイルファンタジー（M@STER VERSION）」             | ゲーム『アイドルマスター シンデレラガールズ スターライトステージ』関連曲           |
| 5月21日  | THE IDOLM@STER CINDERELLA GIRLS STARLIGHT MASTER CRYSTAL QUALIA 05 スマイルファンタジー           | 道明寺歌鈴（新田ひより） | 「スマイルファンタジー（M@STER VERSION）」             | ゲーム『アイドルマスター シンデレラガールズ スターライトステージ』関連曲           |

### その他参加楽曲
| 発売日         | 商品名                                              | 歌         | 楽曲                                    | 備考                                                |
| -------------- | --------------------------------------------------- | ---------- | --------------------------------------- | --------------------------------------------------- |
| 2014年8月14日  | -                                                   | まよねーず | 「Start Dash!」                         | テレビ番組『MANPAちゃん』テーマソング               |
| 2015年4月      | -                                                   | 新田ひより | 「Be Starters!」                        | カラオケ『LIVE DAM STADIUM あにそんボーカル』配信曲 |
| 2015年11月18日 | モンスター娘のいる日常 オリジナル・サウンドトラック | ANM48      | 「エブリデイけみもみ」 「狩りたかった」 | テレビアニメ『モンスター娘のいる日常』挿入歌        |

## ライブ・イベント

### 合同ライブ
| 出演日               | タイトル                                                                                          | 会場                                                   |
| -------------------- | ------------------------------------------------------------------------------------------------- | ------------------------------------------------------ |
| 2017年6月9日・10日   | THE IDOLM@STER CINDERELLA GIRLS 5thLIVE TOUR Serendipity Parade!!! 大阪公演                       | 大阪城ホール（大阪府）                                 |
| 2017年8月12日        | THE IDOLM@STER CINDERELLA GIRLS 5thLIVE TOUR Serendipity Parade!!! さいたまスーパーアリーナ公演   | さいたまスーパーアリーナ（埼玉県）                     |
| 2018年11月11日       | THE IDOLM@STER CINDERELLA GIRLS 6thLIVE MERRY-GO-ROUNDOME!!!                                      | メットライフドーム（埼玉県）                           |
| 2020年2月15日・16日  | THE IDOLM@STER CINDERELLA GIRLS 7thLIVE TOUR Special 3chord♪ Glowing Rock!                        | 京セラドーム大阪（大阪府）                             |
| 2021年1月10日        | THE IDOLM@STER CINDERELLA GIRLS Broadcast & LIVE Happy New Yell!!!                                | 幕張メッセ国際展示場 1-3番ホール（千葉県）             |
| 2021年8月28日        | ウマ娘 プリティーダービー 3rd EVENT「WINNING DREAM STAGE」                                        | 東京ガーデンシアター（東京都）                         |
| 2022年1月29日・30日  | THE IDOLM@STER CINDERELLA GIRLS 10th ANNIVERSARY M@GICAL WONDERLAND TOUR!!! Tropical Land         | ライブ配信（ASOBISTAGE）                               |
| 2022年3月6日・7日    | ウマ娘 プリティーダービー 4th EVENT「SPECIAL DREAMERS!!」東京公演                                 | 武蔵野の森総合スポーツプラザ・メインアリーナ（東京都） |
| 2022年4月3日         | THE IDOLM@STER CINDERELLA GIRLS 10th ANNIVERSARY M@GICAL WONDERLAND!!!                            | ベルーナドーム（埼玉県）                               |
| 2022年5月5日         | ウマ娘 プリティーダービー 4th EVENT「SPECIAL DREAMERS!!」横浜公演                                 | ぴあアリーナMM（神奈川県）                             |
| 2022年11月26日・27日 | THE IDOLM@STER CINDERELLA GIRLS Twinkle LIVE Constellation Gradation                              | ベルーナドーム（埼玉県）                               |
| 2023年6月10日        | THE IDOLM@STER CINDERELLA GIRLS 燿城夜祭 -かがやきよまつり-                                       | 大阪城ホール（大阪府）                                 |
| 2024年3月22日        | ウマ娘 プリティーダービー 5th EVENT ARENA TOUR「GO BEYOND」- NEW GATE -                           | 大阪城ホール（大阪府）                                 |
| 2024年6月16日        | THE IDOLM@STER CINDERELLA GIRLS UNIT LIVE TOUR ConnecTrip! 石川公演                               | 本多の森北電ホール（石川県）                           |
| 2025年4月26日・27日  | THE IDOLM@STER CINDERELLA GIRLS STARLIGHT STAGE 10th ANNIVERSARY TOUR Let’s AMUSEMENT!!! 東京公演 | 有明アリーナ（東京都）                                 |
| 2025年5月24日        | ウマ娘 プリティーダービー 6th EVENT「The New Frontier」春公演                                     | さいたまスーパーアリーナ（埼玉県）                     |

## 書籍

### 雑誌
- 声優パラダイスvol.21(「MANPAちゃん」)
- 声優グランプリ(新人声優NOTEBOOK2014、新人声優NOTE BOOK2015、声優名鑑2015)
- GIRLES MATEvol.1(『人生相談テレビアニメーション「人生」』先行上映会)

### フリーペーパー
- 声優きゃらびぃ vol.15
- きゃらびぃ vol.329
- 声優画報 2015.04-2016.03